# Acanthodoris caerulescens
Acanthodoris caerulescens is een slakkensoort uit de familie van de Onchidorididae. De wetenschappelijke naam van de soort werd voor het eerst geldig gepubliceerd in 1880 door Bergh.